# Otto Ruthenberg
Otto Kurt Gustav Ruthenberg (* 16. April 1936 in Berlin; † 17. September 2022 in Berlin) war ein deutscher Komponist, Dirigent und Chorleiter.

## Leben und Werk
Otto Ruthenberg war Sohn eines Lehrers und Organisten des Evangelischen Johannesstifts. Er machte 1957 sein Abitur an der Freiherr-vom-Stein-Schule und studierte von 1957 bis 1961 Schulmusik an der Hochschule für Musik in Berlin. Nach erfolgreichem Abschluss wurde er Fachbereichsleiter für Musik am Freiherr-vom-Stein-Gymnasium in Spandau.
Neben seiner Lehrertätigkeit gründete er 1965 den Berliner Siemens-Chor; dieser ging 1989 im Pro Musica Chor Berlin auf (unsicher). 1969 hob er den Jungen Chor Berlin aus der Taufe, gründete 1975 die Capella Spandowia und 1993 das Junge Sinfonie-Orchester Spandau, das sich bald umbenannte in Spandauer Sinfonieorchester.
Ruthenberg komponierte insgesamt mehr als 200 Werke.
Er trug in seinem Fachgebiet den Titel Studienrat.
Im Jahr 1989 erhielt Otto Ruthenberg für seine Verdienste um die Musik das Bundesverdienstkreuz am Bande.

## Schriften (Auswahl)
- Heilige Nacht und andere Weihnachtslieder, Voggenreiter & Strube, 1980.[9]
- Das Chorbuch für drei gemischte Stimmen. Strube-Verlag, 1990.[10]